# Бардин, Леонид Алексеевич
Леонид Алексеевич Бардин (21 февраля [4 марта] 1864, Моршанск, Тамбовская губерния, Российская империя — 1 августа 1936, Париж, Франция) — генерал-майор Отдельного корпуса жандармов.

## Биография
Окончил Михайловскую Воронежскую военную гимназию и Елизаветградское кавалерийское училище. В 1884 году выпущен корнетом в 11-й Харьковский драгунский полк. В 1889 году перешёл на службу в отдельный корпус жандармов. В 1916 году — генерал-майор. В конце 1918 года прибыл на Юг и поступил в Государственную стражу при Главнокомандующем ВСЮР. В мае 1920 года был назначен помощником генерала Климовича в Особом отделении штаба Главнокомандующего Русской армией в Крыму (находясь на службе в этом отделе контрразведки, генерал Бардин занимался организацией государственной стражи в Крыму). После эвакуации Русской армии генерала Врангеля и недолгого пребывания в Королевстве СХС переехал во Францию и жил в Париже.
Одно время возглавлял Общество взаимопомощи участников Великой войны Императорской Армии и Флота.
Скончался 1 августа 1936 года в Париже. Похоронен на кладбище Тие.

## Источник
- Бардин, Леонид Алексеевич. // Проект «Русская армия в Великой войне».